# Hydrellia chinensis
Hydrellia chinensis är en tvåvingeart som beskrevs av Qi och Li 1983. Hydrellia chinensis ingår i släktet Hydrellia och familjen vattenflugor. Inga underarter finns listade i Catalogue of Life.